# Pseudorabdion talonuran
Pseudorabdion talonuran là một loài rắn trong họ Rắn nước. Loài này được Brown, Leviton & Sison miêu tả khoa học đầu tiên năm 1999.